# Tulung Selapan Ulu
Tulung Selapan Ulu is een bestuurslaag in het regentschap Ogan Komering Ilir van de provincie Zuid-Sumatra, Indonesië. Tulung Selapan Ulu telt 3061 inwoners (volkstelling 2010).